# Amurru (państwo w starożytnej Syrii)

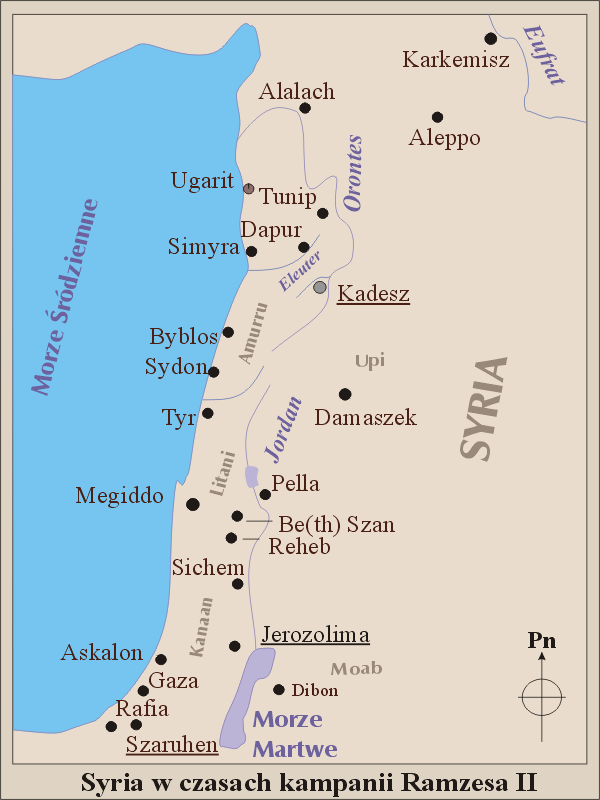
Syria w czasach wojen Ramzesa II. Mapa ukazuje położenie terytorium Amurru

Amurru – starożytne państwo amoryckie w północnej Syrii, położone na zachód od rzeki Orontes. 
Pierwszym władcą tego państwa był Abdi-Aszirta. Według listów z Amarna zdobył on władzę przy wsparciu habiru. Prowadził on ekspansję w kierunku zachodnim, jednak poniósł śmierć w walce z miastami fenickimi. Jego następca Aziru, korzystając z rywalizacji pomiędzy Egiptem a Hetytami, przejął kontrolę nad centralną częścią wybrzeża fenickiego i szlakami handlowymi wiodącymi z Fenicji do Mezopotamii i Mitanni. Choć oficjalnie był wasalem Egiptu, sprzymierzył się z hetyckim władcą Suppiluliumą I. Ekspansja tych władców jest udokumentowana przez listy z Amarna. Dokumenty z Hattusa świadczą o tym, że również następcy Aziru byli sprzymierzeńcami Hetytów, np. król Duppi-Teszup był sojusznikiem króla Mursili II, a jego syn Benteszina sojusznikiem Hattusili III. Państwo upadło w wyniku najazdu Ludów Morza.